# BBCワールドニュース
BBCワールドニュース（ビービーシーワールドニュース、英語: BBC World News）は、BBCグローバルニュースリミテッドによる国外向けテレビ放送局である。

## 概説

2019年7月15日から2022年4月24日の旧ロゴ。

BBCワールドニュースは英国放送協会（BBC）の関連会社であるBBCグローバルニュースリミテッドが運営している。BBCとは独立した会社であり、視聴契約料と広告料収入を基本としている商業放送である。ただし、編集方針はBBCと共通の編集方針がとられている。衛星放送を使って配信されているが、ベルリン周辺やバーレーンなどでは地上波でも中継されている。
テレビ放送設立の経緯となったのは湾岸戦争である。当時、イラク政府はイラク国内の取材を数社に限定することとし、テレビ報道はBBCが行うものだろうと思っていた。しかしイラク政府は国際展開を始めていたCNNに取材を許可し、BBCは取材を許可されなかった。このことは国外向けテレビ放送を行っていなかった事が原因と判断し、1991年に当チャンネルの前身である「BBCワールドサービステレビジョン」を設立した。1995年には報道専門チャンネルの「BBCワールド」を新設。大半の娯楽番組がBBCプライムなどのBBCが運営する別のチャンネルで放送されるようになり、より報道色の強い編成となっている。BBCワールドは2008年に現チャンネル名へ変更された。
LiveStationを経由して、世界中からインターネットで視聴できる（但し、アメリカ合衆国・イギリス・日本からは視聴不可）。大韓民国の東亜日報はインターネット放送も行っている（現在では韓国内からのみ視聴可能）。さらに、RealAudioの有料サービスを利用することで、世界どこからでもインターネット経由での視聴が可能（英語版の公式サイトからリンク）。但し、RealAudioでBBCワールドニュースが視聴できるのは、欧州連合（ヨーロッパ・EU版）とUK（イギリス版）のみ。日本国内ではスカパー!オンデマンドやHuluなどでライブストリーミングを利用可能。また、Yahoo!ニュースでも2018年7月18日から月曜～金曜の7時から14時、19時から19時半、20時から20時半の間、動画ストリーミング配信を行っている。
毎時0分から放送されている定時ニュースのほかに、情報番組やドキュメンタリー番組を中心に編成されている。また、毎時30分頃にも1分間のヘッドラインニュースが放送され、この内容は英語版の公式サイトで視聴することができる。この他、アジアや中東各諸国にスポットを当てた番組も制作・放送している。
毎時0分からの定時ニュースが始まるまでの数十秒間、ステーションIDとして時報のカウントダウン映像が流れるのが特徴。イギリスでは、番組開始前にステーションIDと伴に、次の番組をアナウンスする習慣があって、その名残として機能している。
2007年からBBCアメリカでの放送を見据え、定時ニュースを拡充した『ワールドニューストゥデイ』を開始。2008年4月にBBCのテレビ定時ニュースのリブランディングを行い、チャンネル名をBBCワールドからBBCワールドニュースに改称した。2010年2月に『ワールドニューストゥデイ』がそれぞれ別番組として独立。
2013年1月14日正午（グリニッジ標準時）、これまでBBCテレビジョンセンター内にあったスタジオから、HD放送に対応出来るBroadcasting House内のスタジオへ移転した。
2023年現在、BBCワールドニュースはイギリス国内向けに放送しているBBC News Channelとは別系統で放送しているが、今後数年間で両系統を再編する計画であることを同年5月26日にBBCが発表した経営改革案にて明らかにした。その後、2023年4月にBBC傘下のニュース専門チャンネルを統合させ、「BBCニュース」として、24時間体制で放送を行うことを2022年7月に発表した。基本的にはイギリス・ロンドンにて制作を行うが、一部の時間帯はアメリカのワシントンD.C.とシンガポールから世界に向けて放送するとしている。

## 日本国内での展開
日本ではケーブルテレビや衛星放送で24時間放送を実施しており、日本語への通訳放送も行っている。民放ではテレビ神奈川（tvk）にて、平日の6:30 - 7:30に放送している。
また、2017年3月からはHuluやAmazon Prime Video、2024年8月からはU-NEXTなどのインターネット配信でも視聴出来るほか、2022年のロシアによるウクライナ侵攻を受けて、同年2月24日以降はヤフーの協力により、Yahoo!ニュースでも随時配信していたが、2025年3月で終了した。
過去にはフジテレビ・千葉テレビ放送・三重テレビ・KBS京都・富山テレビ・Dlife・BS松竹東急でもそれぞれ放送されていた。

## BBCスタジオジャパン
BBCグローバルニュースジャパン株式会社（ビービーシーグローバルニュースジャパンかぶしきがいしゃ）は、BBCが海外事業のために設立した企業BBCグローバルニュースの子会社。
日本国内において「BBCワールドニュース」を運営し、ケーブルテレビや通信衛星放送（CS）のスカパーJSAT、auひかり、ひかりTV、動画配信サービスのHulu、Amazon Prime Video チャンネルで視聴出来るほか、Yahoo!ニュースにおいて月曜～金曜の一部時間帯に無料動画ストリーミング配信を行っている。過去にはBBC以外の放送チャンネルの運営も行っていた。

### 概要
1992年7月、日商岩井（現在の双日。情報技術部門は、2000年4月にITXとして分離）の子会社「株式会社サテライトニュース」として設立、2002年3月にBBCワールドワイド・リミテッドの子会社となった。同年10月にBBCワールドワイド・リミテッドからBBCワールド・リミテッド（現・BBCグローバルニュース）が分離、その子会社となっている。
現在、平日1日20時間に渡り日本語とイギリス英語の2ヶ国語放送を行っている。前述のカウントダウンが行われる後の番組で2ヶ国語放送が行われる場合は、このときにその旨が担当の日本語同時通訳者からアナウンスされる。なお、日本でもLiveStationの有料サービスによるインターネットによる視聴が可能だが、通訳サービスは行われていない。
また、BBCワールドの番組の大半が、ワイドスクリーン（16:9SD）制作となっている関係で、画面サイズ14:9での放送を行っていた。なお、スカパー!（東経110度CS放送）については、2012年3月1日から16:9フルサイズ放送となった。
日本での国外向けテレビ放送としては、他にもCNNj（CNNの日本向け放送）が挙げられるが、同局がKowaなど、日本企業のCMを放送しているのとは対照的に、当局は基本的に日本向けローカルCMの差し替えを行わずに放送しているが、2013年に自局のPRCMに、日本語訳を付けたものを広告枠（ブレイクフィラー）内で放送した事もある。
なお、BBC全般の日本国内への番組販売や著作権ビジネスについては、別会社でBBC Studiosの子会社である「BBCスタジオジャパン」が行っている。

### 沿革
- 1992年7月 - 株式会社サテライトニュース設立。
- 1994年
  - 7月 - BBCワールド、通信衛星を利用したケーブルテレビ向け番組配信を開始。
  - 8月 - BBCワールド、CS BAANによるCSアナログ放送開始。
- 1996年10月 - BBCワールド・「CTN中天」（香港発のニュースチャンネル）・「学びチャンネル」（リクルートが運営）、パーフェクTV!（現・スカパー!プレミアムサービス）での放送開始（「学びチャンネル」は2000年10月放送終了）。
- 1999年
  - 4月 - CTN中天、「BOOK TV」（大日本印刷が運営、ディレクTVで1997年12月より放送）との混合編成チャンネル「CTN/BOOK TV」に変更。
  - 7月 - CTN/BOOK TV、BOOK TVにチャンネル名変更（2001年6月放送終了）。
- 2000年11月 - 「ヨシモトファンダンゴTV」放送開始。
- 2002年
  - 3月 - ITX、保有するサテライトニュースの全株式をBBCワールドワイド・リミテッドに譲渡。
  - 4月 - サテライトニュース、委託放送事業者から電気通信役務利用放送事業者に移行。
  - 5月 - ヨシモトファンダンゴTVの電気通信役務利用放送事業者を吉本興業に変更。
  - 7月 - BBCワールド、スカイパーフェクTV!2（現・スカパー!（東経110度CS放送））で放送開始（衛星基幹放送事業者は、テレビ朝日系列のシーエス・ワンテン）。
  - 10月 - BBCワールドワイド・リミテッドからBBCワールド・リミテッドが分離。
- 2003年4月 - サテライトニュース、BBCワールド ディストリビューション ジャパン株式会社に社名変更。
- 2007年4月 - BBCワールド ディストリビューション ジャパン株式会社、BBCワールド ジャパン株式会社に社名変更。
- 2008年4月 - BBCワールドのチャンネル名を「BBCワールドニュース」に変更。
- 2012年
  - 3月1日 - スカパー!e2にて、16:9の画角情報を付加し、フルサイズのSD放送を開始した。
  - 9月29日 - スカパー!プレミアムサービス（衛星一般放送事業者は、スカパー・ブロードキャスティング）・スカパー!プレミアムサービス光にてハイビジョン放送を開始した。
- 2013年6月30日 - スカパー!プレミアムサービス光にて標準画質放送が終了し、ハイビジョン放送に完全移行した。
- 2014年5月31日 - スカパー!プレミアムサービスにて標準画質放送が終了し、ハイビジョン放送に完全移行した。
- 2016年
  - 12月1日 - スカパー!プレミアムサービスの衛星一般放送事業者が、スカパー・ブロードキャスティングからスカパー・エンターテイメントに変更。
- 2018年
  - 7月18日 - Yahoo!ニュース（Yahoo! JAPAN）において、ニュース動画の配信を開始[18][19]。
  - 11月1日 - BBCワールド ジャパン株式会社、BBCグローバルニュースジャパン株式会社に社名変更。
- 2023年4月3日 - BBCワールドニュースのチャンネル名を「BBCニュース」に変更[20][21]。
- 2024年11月1日 - BBCグローバルニュースジャパン株式会社、BBCスタジオジャパン株式会社に社名変更[22]。

## 主な番組
- World News Today - 2010年2月を機に下記の様に視聴地域のターゲットを明確にした上で、一部番組が新設されている。
  - GMT
  - インパクト・アジア（現・インパクト）【アジア向け】
  - ザ・ハブ【南アジア・中東向け】
  - ワールドニューストゥデイ
  - ビジネス・エディション【ヨーロッパ向け】
  - BBCワールドニュース・アメリカ【アメリカ向け】
- Click
- HARD Talk
- BBCニュース（2020年4月より、BBCニュースチャンネルの英国内向け定時ニュースが一部編成された。）